# Куберский, Игорь Юрьевич
И́горь Юрьевич Кубе́рский (12 мая 1942, Ульяновск — 29 октября 2024, Санкт-Петербург) — русский писатель, поэт, переводчик. Член Союза писателей и Союза журналистов СССР. Автор книг «Свет на сцену», 1979, «Отблески…», 1987, «Ночь в Мадриде», 1997, «Маньяк», 1997, «Пробуждение улитки», 2003, «Маньяк (полная версия)», «Массажист», «Лола», (все 2004 г.), «Египет-69», «Игры с ветром», «Репетиция прощания» (все 2010 г.), сборника стихотворений «Праздник свиданий», 2000.
Публиковался в литературных журналах и коллективных сборниках. Лауреат и номинант нескольких литературных премий. Переводил Джона Донна, Джонатана Свифта, Элизабет Гаскелл, Генри Миллера, Ричарда Баха, Роджера Желязны и др. американских и западноевропейских писателей и поэтов. Писал и для детей.

## Биография
Родился 12 мая 1942 года в семье военнослужащего в городе Ульяновске (в эвакуации). Отец — гвардии инженер-полковник Куберский Юрий Васильевич, участник Гражданской войны (воевал в дивизии Чапаева), Сталинградской и Курской битв, окончил Великую Отечественную войну в Вене. Мать — Куберская (Харчева) Нина Васильевна, до войны преподавала бальные танцы. Дед по материнской линии воевал в Первую мировую войну унтер-офицером. По отцовской линии род Куберских из Польши. В роду — русские, украинцы и поляки.
Окончил среднюю школу в Ленинграде в 1959 году. Параллельно занимался в музыкальной школе и музыкальном училище при Петербургской (тогда Ленинградской) консерватории. Собирался стать дирижёром. Решение стать писателем окончательно сформировалось в 1960 году. К этому же времени относятся первые литературные опыты. Первые учителя — Иван Бунин, Эрнест Хемингуэй, Марсель Пруст.
Отслужил три года срочной службы в армии, на Крайнем Севере, в войсках ПВО (1961—1964 гг.), после чего поступил на филологический факультет Ленинградского Государственного Университета, который окончил в 1970 г. по специальности «английский язык и литература».
Писательский дебют состоялся в 1972 году в журнале «Аврора». Тогда же в коллективном ежегодном поэтическом сборнике «День поэзии» были впервые опубликованы стихи. Занимался в ту пору и переводами английской и американской поэзии, выступал в конце 60-х на знаменитых творческих вечерах в Доме писателей — их тогда вёл Ефим Эткинд.
В 1979 году в Лениздате вышла в свет первая книга прозы «Свет на сцену». В 1981 году был принят в Союз писателей СССР, а ещё раньше, в 1974 году — в Союз журналистов СССР. Сейчас состоит в Союзе писателей и Союзе журналистов Санкт-Петербурга.
Лауреат премии журнала «Звезда» за лучшую прозу года (повесть «Пробуждение улитки»), 1993 г.
Лауреат литературной премии журнала «Звезда» за лучшую прозу года (роман «Египет-69»), 2011 г.
Номинант премии Букера — лонг лист 1996 год.
Работал в газетах, журналах, издательствах, на киностудии. В Египте (1969—1970 гг.) служил военным переводчиком, где был участником боевых действий на Суэцком канале. Жил в Испании, США, бывал во Франции, Италии, Германии, Норвегии, Турции, Греции, Англии. Принимал участие во втором круизе писателей трех морей (в ноябре 1994 г.), организованном Союзом писателей Швеции. По литературному гранту от Союза писателей Швеции провел месяц (апрель 1996 г.) в писательском доме «Балтийский центр» в г. Висбю на острове Готланд.
Несколько лет работал главным редактором в издательстве «Балтийская книжная компания», выпускающем литературу для детей. Как издатель сотрудничал с целым рядом издательств Великобритании, США, Бельгии, Испании.
Был женат на Смирновой Светлане Владимировне, художнике-дизайнере (окончила художественно-промышленную Академию им. Мухиной); три дочери, четыре внучки и один внук.
Сестра — Куберская Ирина Юрьевна (1946 г. р.) — актриса театра и кино, режиссёр. С 1974 г. проживает в Испании, в г. Мадриде. Организовала свой театр «Трибу энье», на сцене которого идут спектакли по пьесам Ф. Лорки, Р. Валье-Инклана, А. Чехова. В России — постановка Р. Валье-Инклана в 2009 г. на сцене Молодёжного театра на Фонтанке. В 2008 году входила в шорт-лист номинантов на государственную премию Испании в области культуры и искусства.
Скончался 29 октября 2024 года в возрасте 82 лет.

## Список основных публикаций

### Книги
- Куберский И. Ю. Свет на сцену. Три повести и пять рассказов. — Ленинград: ЛЕНИЗДАТ, 1979. — 352 с.
- Куберский И. Ю. Отблески. Дирижер. Подпись под клише. Три повести. — Москва: Молодая гвардия, 1987. — 384 с.
- Куберский И. Ю. Ночь в Мадриде. Роман. — Ленинград: Новый Геликон, 1997. — 416 с. — ISBN 5-87145-029-6.
- Куберский И. Ю. Маньяк. Катастрофа. Две повести. — С.-Петербург, 1997. — 224 с.
- Куберский И. Ю. Пробуждение улитки. Четыре повести. — С.-Петербург: Продолжение Жизни, 2003. — 448 с. — ISBN 5-94730-011-7.
- Куберский И. Ю. Маньяк. Две повести и четыре рассказа. — С.-Петербург: Институт соитологии, 2004. — 256 с. — ISBN 5-9637-0016-7.
- Куберский И. Ю. Лола. Повесть и три рассказа. — С.-Петербург: Институт соитологии, 2004. — 256 с. — ISBN 5-9637-0017-5.
- Куберский И. Ю. Массажист. Роман. — С.-Петербург: Институт соитологии, 2004. — 256 с. — ISBN 5-9637-0015-9.
- Куберский И. Ю. Праздник свиданий — избранные стихотворения и монологи. — С.-Петербург: Геликон плюс, 2000. — 136 с. — ISBN 5-88801-188-6.
- Куберский И. Ю. Египет-69. Роман. — С.-Петербург: Геликон плюс, 2010. — 288 с. — ISBN 978-5-93682-642-9.
- Куберский И. Ю. Игры с ветром. Книга рассказов. — С.-Петербург: Балтийская книжная компания, 2010. — 320 с. — ISBN 978-5-91233-280-7.
- Куберский И. Ю. Репетиция прощания. Роман. — С.-Петербург: Геликон плюс, 2010. — 256 с. — ISBN 978-5-93682-654-2.

### Детские книжки
- Куберский И. Ю. Теремок. — С.-Петербург: А. В. К. - Тимошка, 2004. — ISBN 5-324-00297-6.
- Куберский И. Ю. Мой диплодок. — С.-Петербург: А. В. К. - Тимошка, 2006. — (Путешествуй с нами). — ISBN 5-324-00348-4.
- Куберский И. Ю. Пес и Ваня. — С.-Петербург: А. В. К. - Тимошка, 2006. — (Мини-книжки). — ISBN 5-324-00334-4.
- Куберский И. Ю. Мишка-шалунишка. — С.-Петербург: А. В. К. - Тимошка, 2006. — (Мини-книжки). — ISBN 5-324-00333-6.
- Куберский И. Ю. Ученая сова. — С.-Петербург: А. В. К. - Тимошка, 2006. — (Мини-книжки). — ISBN 5-324-00331-X.
- Куберский И. Ю. Львенок в цирке. — С.-Петербург: А. В. К. - Тимошка, 2006. — (Мини-книжки). — ISBN 5-324-00330-1.
- Куберский И. Ю. Кот-лентяй. — С.-Петербург: А. В. К. - Тимошка, 2006. — (Мини-книжки). — ISBN 5-324-00349-2.
- Куберский И. Ю. Енот-полоскун. — С.-Петербург: А. В. К. - Тимошка, 2006. — (Мини-книжки). — ISBN 5-324-00332-8.

### Аудиокниги
- Куберский И. Ю. Записки из Интернета (аудиокнига МР3). Пять рассказов. — С.-Петербург: Вира-М, 2007, 2009.
- Куберский И. Ю. Лола (аудиокнига МР3). Три рассказа. — С.-Петербург: Вира-М, 2007.
- Куберский И. Ю. Маньяк (аудиокнига МР3). Повесть. — С.-Петербург: Вира-М, 2007.
- Куберский И. Ю. Массажист (аудиокнига МР3). Роман. — С.-Петербург: Вира-М, 2007.
- Куберский И. Ю. Портрет Иветты (аудиокнига МР3). Повесть. — С.-Петербург: Вира-М, 2007.

### Публикации в коллективных сборниках
- Куберский И. Ю. рассказы «После отбоя», «Дома» // Точка опоры. — Выпуск второй. — Ленинград: ЛЕНИЗДАТ, 1973. — 432 с.
- Куберский И. Ю. повесть «Деревянные тротуары», рассказы «Веселая земля», «Двадцать лет спустя», «Сокурсница» // Современная эротическая проза. — Санкт-Петербург: Продолжение Жизни, 2004. — 448 с. — ISBN 5-94730-044-3.
- Куберский И. Ю. стихи в сборниках // День поэзии. — Ленинград: Советский писатель, 1972, 1973, 1974, 1976, 1977, 1978, 1985, 1986.

Сборники поэзии:
- Куберский И. Ю. стихи в сборнике // Петербургский мираж. — Санкт-Петербург: Час пик, 1991. — 176 с.
- Куберский И. Ю. стихи в сборнике // Вечный полдень любви. Четыре века русской эротической поэзии. — Санкт-Петербург: Анима, 2005. — 320 с. — ISBN 5-94320-031-2.
- Куберский И. Ю. стихи в сборнике // Петропавловская крепость. — Санкт-Петербург: Анима, 2005. — 160 с. — ISBN 5-94320-033-9.

### Научно-популярная литература
- Куберский И. Ю. Истоки музыкальной культуры. Музыкальные термины и инструменты. Композиторы и исполнители. Опера, балет, оперетта, мюзикл. // Энциклопедия для юных музыкантов / Составители: Куберский И. Ю., Минина Е. В.. — Санкт-Петербург: Диамант, Золотой век, 1999. — 576 с. — ISBN 5-88155-135-4.

### Публикации в литературных журналах
- Куберский И. Ю. «После отбоя» — рассказ // Журнал «Аврора», №2. — Ленинград, 1972.
- Куберский И. Ю. «Дома» — рассказ // Журнал «Звезда», №7. — Ленинград, 1973.
- Куберский И. Ю. «Построй мне башню» — рассказ // Журнал «Звезда», №9. — Ленинград, 1974.
- Куберский И. Ю. «Деревянные тротуары», «И слышно далеко» — рассказы // Журнал «Звезда», №3. — Ленинград, 1979.
- Куберский И. Ю. «Пробуждение улитки» — повесть // Журнал «Звезда», №1. — Ленинград, 1993.
- Куберский И. Ю. «Американочки» — повесть // Журнал «Звезда», №7. — Санкт-Петербург, 1998.
- Куберский И. Ю. «Я был динозавром» — рассказ // Журнал «Костер», №8. — Санкт-Петербург, 2005.
- Куберский И. Ю. «Египет-69» — роман // Журнал «Звезда», №1-2. — Санкт-Петербург, 2011.

## Опубликованная проза

### Романы
- Ночь в Мадриде
- Массажист
- Репетиция прощания
- Египет-69

### Повести
- Свет на сцену
- Мальчику вслед
- Давай начнем сначала
- Пробуждение Улитки
- Маньяк
- Портрет Иветты
- Отблески
- Дирижер
- Подпись под клише
- Деревянные тротуары
- Катастрофа
- Америка-ночки

### Рассказы
- После отбоя
- Дома
- «Сто лят, сто лят»
- «Дорогой товарищ Рута!»
- Построй мне башню
- Решение
- И слышно далеко
- Бассейн
- Осень в Килп-Явре
- К пирамидам
- В Александрии
- Бежаны
- В одиночку через океан
- Шинель
- Золотистые, как пчелы
- Посвящается Насте
- В сумрачном лесу
- Дом, где живёт улитка
- Двадцать лет спустя
- Веселая земля
- Сокурсница
- На земле, в небесах и на море
  - Лола
  - Ингрид
  - Бианка
- Записки из Интернета
- Я был динозавром
- КАЙТание под зимним ветром
- Несколько историй, хороших и плохих — цикл рассказов
- Маленькая железная собачка от Сережи Довлатова
- Рифменное ожидание
- Crazy Horse
- Гламурный журнал
- Летние рассказы
- Игры с ветром
- «Из дневника блогера»:
  - Все хотят вас обокрасть
  - Конфуз
  - Кстати о птичках
  - Добро и Зло
  - Лара Крофт
  - Голос
  - И продавщицы бывают честными
  - Шрам на губе
  - Памяти Саши Афанасьева
  - По соседству
  - Братья-славяне
  - Блюститель нравственности
  - Портрет
  - Ваш Генри Миллер
  - Критерии
  - Лев Куклин
  - Человек, убери за собой
  - Блохолов
  - Парный сюжет
  - Труба
  - Диоген?
  - Да, время у нас интересное
  - Почему у нас грязные улицы и тротуары?
  - Как мы похожи
  - Шапка
  - Мыльные пузыри
- «Vita Nova, или Новая жизнь»:
  - Двое в лифте
  - Мы не умеем плавать
  - Четырнадцать тысяч баксов
  - Сибирячки
  - Рукопожатие
  - Отступление
  - Сорок пять минут в одну сторону
  - Дедок
  - Старуха
  - Мать-одиночка Вера Шепелева
  - Очень хорошая история
  - Новые русские бабки
  - Очки
  - Борьба
  - Чирик
  - Бразильская самба
- Про ворону, котов и собаку:
  - Ворона и тополя
  - Кот Васька-Карлос
  - Мишка
  - Машка и мышонок Пик
  - Альма
- Лето в Испании:
  - Семь сорочат и не только
  - Листья и корни
  - Жук-Носорог
- Животная любовь
- Календарь «по-восточному»:
  - Год морской свинки
  - Год жёлтой крысы
  - Год Жёлтого Быка
- Его женщины:
  - Галина
  - Без имени
  - Надя
  - Татьяна
  - Юля
  - Оксана
- Приключения Локаса
- Ночная жизнь у них:
  - Французские любовники
  - Травести
  - Стриптиз, или лохотрон по-английски

## Циклы стихотворений
- Фауст и Маргарита, 2001
- Падающий ангел, 2001
- Монологи, 2001
- Архиватор утрат, 2002
- Ей, 2004
- Репетиция прощанья, 2005
- Чайники и куклы, 2006
- Катулл плюс, 2007
- Стихи для маленьких больших, 2008
- Стихи для не очень маленьких, 2008
- Три темы, 2008

## Киносценарии
- Научно-популярные фильмы о композиторах: «Сергей Рахманинов» — Леннаучфильм, 1985, «Александр Скрябин» — Лентелевидение, 1988

## Основные переводы

### С английского
- Кэтрин Вест (Екатерина Крамова), «Чудо» — роман.
- Журнал «Звезда», 3—6, 1993, «Чудо в пустыне», «Расплата в Суламаре», издательство «Ретро», 2006, СПб.
- Роджер Желязны (Зилазни), «Этот бессмертный» — роман, в сборнике «Остров мертвых», 1993, Санкт-Петербург.

В дальнейшем переиздавался до десяти раз в издательствах «Полярис» (Рига), «ЭКСМО» (Москва) и «Азбука» (СПб.)
- Ричард Бах, «Приключения мессии поневоле». Опубликован в журнале «Звезда» и отдельной книгой:
- Куберский И. Ю. повесть "Иллюзии, или Приключения Мессии Поневоле" // Чайка по имени Джонатан Ливингстон. — Санкт-Петербург: Грант, 1991. — 319 с. — ISBN 5-7171-0001-9.
- У. Тодд III. Дружеская переписка как литературный жанр в пушкинскую эпоху. «Академический проект», Санкт-Петербург, 1994
- Генри Миллер, «Дьявол в раю», роман.

Опубликован в журнале «Звезда» и отдельной книгой в издательстве «Академический проект» Санкт-Петербург, 1995.
В дальнейшем переиздавался в издательствах «Продолжение жизни». (СПб.) и Б. С. Г.-Пресс (Москва).
- Джонатан Свифт, «Эротические приключения Гулливера» (Путешествие в Бробдингнег) в издательстве «Институт соитологии», Санкт-Петербург, 2005. Переиздавался. Авторство Дж. Свифта является доказанной мистификацией[6][7].
- Элизабет Гаскелл. Рассказ старой няньки. В сборнике «Дом с призраками», издательство «Азбука-классика», 2005 г. Переиздавался.
- Джон Донн. Любовная лирика, 2001.
- Эдвард Игер. Волшебство наполовину

### С испанского
- Перевод Куберская И. Ю., Куберский И. Ю. Эдуардо Перес де Каррера. 49 посланий русской душе. Книга 1. — Санкт-Петербург: «А. В. К.», 2004. — 224 с. — ISBN 5-888-01261-0.
- Перевод Куберская И. Ю., Куберский И. Ю. Рамон Мария дель Валье-Инклан. Бумажная роза, Клятва на крови // Сценарии из цикла одноактных пьес «Алтарь алчности, похоти и смерти». — Санкт-Петербург, 2009.

## Основные рецензии
- Статья // Газета «Ленинградский рабочий». — 7 июля 1979.
- Статья // Газета «Смена». — 7 июля 1979.
- Статья // «Литературная газета». — 15 августа 1979.
- Ольга Кучкина. Статья // Газета «Комсомольская правда». — 4 июля 1987.
- Виктор Камянов. Статья // Журнал «Новый мир». — 3 — 1994.
- Лев Куклин. Статья «Правда желания» // Колонка Читателя Сетевой Словесности. — 6 — 2003.
- Лев Куклин. Статья // Журнал «Нева». — 2 — 2004.
- Тамара Попова. Статья // Журнал «ПИТЕPbook плюс». — 4 — 2005.
- Ирина Стефанович. Статья «Путь из лабиринта» // Колонка Читателя Сетевой Словесности. — 9 — 2010.

## Организационная деятельность
- С 1974 года состоит в Союзе журналистов СССР (Санкт-Петербурга).
- С 1981 года состоит в Союзе писателей СССР (Санкт-Петербурга).
- С 2001 года литературный редактор журнала «ТОП-Tennis».
- В 2000—2002 годах был членом жюри сетевого конкурса современной русской литературы «Тенета-Ринет».
- В 2002 году организовал Конкурс Литературная премия «Антоновские яблоки», подготовил к изданию и выпустил книгу победительницы конкурса (совместно с издательством «А. В. К.»).
- В 2006 году провел Конкурс текстов о животных для детских книжек и выпустил четыре книги-победительницы (совместно с издательством «Балтийская книжная компания»).
- В 2011 году был членом жюри раздела Проза международного литературного конкурса Согласование времен 2011.